# Сен-Бонне-де-Конда
Сен-Бонне́-де-Конда́ (фр. Saint-Bonnet-de-Condat, окс. Sant Bonnet de Condat) — коммуна во Франции, находится в регионе Овернь. Департамент — Канталь. Входит в состав кантона Конда. Округ коммуны — Сен-Флур.
Код INSEE коммуны — 15173.
Коммуна расположена приблизительно в 400 км к югу от Парижа, в 65 км южнее Клермон-Феррана, в 50 км к северо-востоку от Орийака.

## История
Во время Великой французской революции коммуну, имевшую до этого название Сен-Бонне, стали называть Монтань, или Ла-Монтань. Нынешнее название коммуна получила в 1955 году.

## Население
Население коммуны на 2008 год составляло 134 человека.
| 1962 | 1968 | 1975 | 1982 | 1990 | 1999 | 2008 |
| ---- | ---- | ---- | ---- | ---- | ---- | ---- |
| 405  | 406  | 402  | 363  | 278  | 177  | 134  |

## Экономика

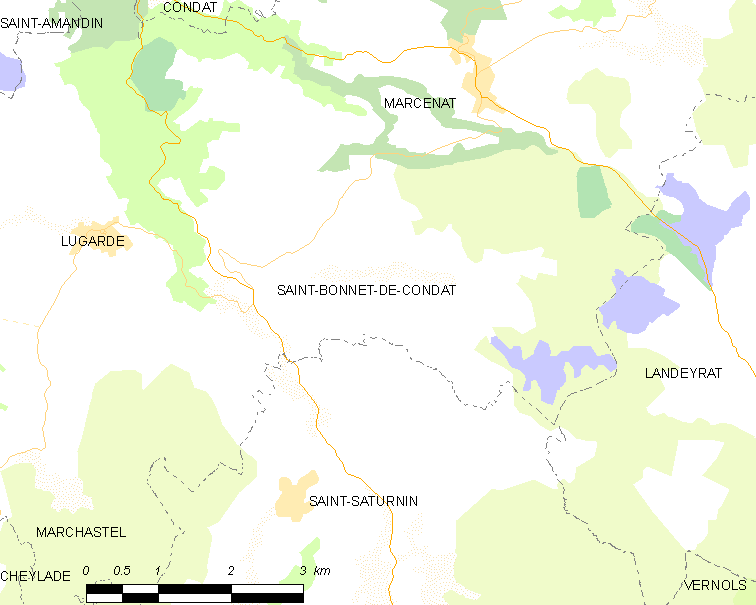
Карта коммуны

В 2007 году среди 86 человек в трудоспособном возрасте (15—64 лет) 60 были экономически активными, 26 — неактивными (показатель активности — 69,8 %, в 1999 году было 59,6 %). Из 60 активных работали 56 человек (37 мужчин и 19 женщин), безработных было 4 (2 мужчин и 2 женщины). Среди 26 неактивных 5 человек были учениками или студентами, 11 — пенсионерами, 10 были неактивными по другим причинам.